# Alberto Marcó
Alberto Marcó, cuyo verdadero nombre era José Alberto Taverna, fue un cantor de tango y actor de fotonovelas argentino que nació en Buenos Aires, Argentina, el 8 de diciembre de 1940 y falleció en la misma ciudad el 8 de diciembre de 2005.

## Actividad artística
Hijo del músico Carmelo Taverna, Marcó ingresó en el ambiente artístico primero con la actuación en teatro y televisión. Entre 1960 y 1963 participó como cantante en las agrupaciones orquestales de Carlos Figari, Jorge Caldara, Mariano Mores, Salvador Grecco y Pedro Laurenz. Luego pasó a la televisión, esta vez como cantante, donde hizo una importante carrera, principalmente en Canal 9 donde hizo varias obras musicales. Comenzó a grabar tangos en 1964.
En 1974 hizo una gira que lo lleva a recorrer Japón, China, Colombia, Taiwán y Malasia, por más de 6 años. También producía fotonovelas, en las que aparecía su fotografía. En forma paralela a su actividad artística ejercía también la profesión de foniatra.
Con los temas Yuyo verde, Los mareados y Tabaco logró alcanzar cierta fama. También interpretó famosos tangos como El día que me quieras junto a Susana Jerez, Balada para un loco, Nada de Julio Sosa, El Corazón al Sur, Afiche, Naranjo en flor, Tiempos viejos, Como dos extraños, Tinta roja, entre otros. Lanzó discos como Entre Tangos y Boleros e Intimo y pasional de 2005.
En los últimos tiempos formaba pareja artística con Claudia Toscano con quien presentó los espectáculos Amores de tango y Algo contigo. Cantaba los sábados en el bar L'Aiglon, en el centro, en Callao y Bartolomé Mitre.

## Tragedia y fallecimiento
El 8 de diciembre de 2005, cuando cumplía 65 años, murió electrocutado en su casa de la calle Thames, en el barrio de Palermo, en un accidente doméstico cuando arreglaba, descalzo, un aparato electrodoméstico. El cantor fue hallado muerto en su domicilio, al que fueron a buscarle tras los infructuosos llamados telefónicos de su compañera artística. Sus restos fueron trasladados de inmediato a la Morgue judicial para confirmar las razones de su muerte donde se constató de una muerte accidental.

## Televisión
- 1965: Todo es amor, junto con Leo Dan, Marta González, Thelma del Río, Oscar Rovito y Osvaldo Terranova.
- 1965: Sábados Continuados[4]
- 1968: El Conventillo de la Paloma, reemplazando a Hugo del Carril.
- 1969: La revista del Dringue con Dringue Farías, Beba Bidart, Jovita Luna, María Magdalena, Peggy Sol y Pedro Sombra.
- 1970: Ese Mundo de Discépolo, en el que su voz acompañaba películas y fotos que recreaban la vida de Discepolín.
- 1975: Concurso Miss Argentina por Canal 7, formando parte del jurado junto a Isabel Martínez de Perón, entre algunos especialistas de modas y cosmetólogos.
- 1978: Grandes valores del tango, dirigido por Silvio Soldán.

## Teatro
- 1963: Buenas noches Buenos Aires, en el Teatro Astral, con Hugo del Carril, Virginia Luque, Mariano Mores y Juan Verdaguer.
- 1969: Avenida 70, junto con los grandes cómicos Dringue Farías, Pepe Biondi, Vicente Rubino, Joe Rigoli y Elizabeth Killian.[5]

## Vida privada
Se había casado en 1967 con María Cristina Laurenz, la hija de Pedro Laurenz, con la cual tuvo un hijo, Claudio, y luego se divorció. 